# High Wych
High Wych est une paroisse civile et un village du Hertfordshire, en Angleterre.